# Jemniště (starý zámek)
Starý zámek v Jemništi je tvrz přestavěná na zámek na severním okraji Jemniště u Postupic v okrese Benešov ve Středočeském kraji. Od čtrnáctého do začátku osmnáctého století sloužila jako vrchnostenské sídlo malého panství, k jehož majitelům patřili Čejkové z Olbramovic, Malovcové z Malovic nebo Trauttmansdorffové. Původní gotická tvrz byla v šestnáctém století přestavěna v renesančním slohu a o sto let později proběhla barokní adaptace. Po založení nového zámku bývalou tvrz využívala úřednická správa panství. Areál zámku je chráněn jako kulturní památka.

## Historie
Předchůdcem starého zámku v Jemništi byla gotická tvrz založená snad už ve druhé polovině čtrnáctého století. V roce 1381 vesnici Jemniště vlastnil Bernart z Jemniště, příslušník rodu pánů z Cimburka. Po něm následovali bratři Jan a Mikeš, snad jeho synové. Oba byli příznivci krále Václava IV. a jeho jednání s panskou jednotou se účastnil zejména Jan. Mikeš Divůček z Jemniště býval členem královského dvora a roku 1420 bojoval na začátku husitských válek na katolické straně. V té době však už sídlil v Klučově.
Rodu z Jemniště patřila tvrz až do doby okolo roku 1412. Patřili k němu, bez bližších příbuzenských a majetkových informací, Petr Jemniště připomínaný roku 1406, jeho sestra Anna, bratři Tomáš, Ondřej Divůček a Jakub (1403) nebo vyšehradský kanovník Bohuněk z Jemniště. Dalším majitelem se stal Jan Strýček z Libouně.
Podle tituláře z roku 1534 Jemniště vlastnil Mikuláš Kamberský z Kamberka. V roce 1542 zapsal tvrz své manželce Johance z Lazec, přičemž byla tvrz poprvé písemně zmíněna. Johanka z Lazec se po manželově smrti v roce 1543 ujala správy panství, proti čemuž se postavila Johanka z Kamberka. Spor trval do roku 1546. Vyhrála jej Johanka z Lazec, jejíž druhý manžel Vilém Vojkovský z Milhostic se v roce 1550 psal seděním na Jemništi. Zámek ovšem zůstal v Johančině majetku, a ta jej odkázala svému bratrovi Kryštofu Skalkovi z Lazec, který v Jemništi žil ještě roku 1578. Majetek po něm zdědil Václav Čejka z Olbramovic, který statek Jemniště roku 1582 zapsal své manželce Mandaleně Čejkové ze Solopisk.
Od Mandaleny Čejkové Jemniště získali před rokem 1593 Petr z Říčan s manželkou Evou. Roku 1615 byli manželé mrtví a zanechali po sobě syny Šebestiána, Adama a Karla. Nejstarší z nich spravoval Jemniště a Struhařov, ale po rozdělení majetku dostal Jemniště Adam Čejka z Olbramovic a v roce 1628 na tvrzi zapsal věno své první manželce. Po její smrti se podruhé oženil s Dorotou Kunkou z Hodějova. Před svou smrtí v roce 1660 jí a dceři Veronice statek Jemniště odkázal, ale dědičky jej pro dluhy nedokázaly udržet, a roku 1666 byl statek prodán Rudolfu Václavovi Malovci z Malovic a jeho manželce Evě Františce, rozené z Jiter. Rudolf Václav následujícího roku zemřel a vdova jeho polovinu statku spravovala za nezletilé děti. Nejstarší syn Jáchym Malovec musel roku 1677 majetek prodat a kupcem se stala jeho matka, která se mezitím provdala do roku Voračických z Paběnic.
Eva Františka Voračická Jemniště v roce 1679 prodala Anně Johaně Missironové z Dlouhé Vsi a jejímu manželu Norbertu Adolfu Missironovi z Lissonu, který zemřel roku 1684. Majetek za nezletilé děti spravovala vdova a poručnictví po ní roku 1697 převzala nejstarší dcera Markéta. Po Markétě se správy ujal nejstarší bratr Gothart a v roce 1699 statek prodal Ferdinandu Františkovi z Říčan, který k němu připojil Struhařov, Jezero a Postupice. Po něm od roku 1717 následoval František Adam z Trauttmansdorffu, který založil nedaleký nový zámek. Starý zámek od té doby sloužil jen správě vrchnostenského dvora. Ve druhé polovině dvacátého století zámecký areál využívalo struhařovské jednotné zemědělské družstvo.

## Stavební podoba
Původní vodní tvrz byla opevněna příkopy napájenými vodou z Jemnišťského potoka a z rybníků na něm vybudovaných. Zda se alespoň částečně dochovala ve zdivu pozdějšího zámku, není zcela jisté, ale mohou jí náležet silné zdi ve vstupním křídle vlevo od průjezdu, které jsou snad pozůstatkem hranolové věže a obvodové hradby. Jediným středověkým detailem je ostění portálku, druhotně zazděné v přízemí budovy.
Velká přestavba na rozhraní pozdně gotického a renesančního slohu proběhla nejspíše v první polovině šestnáctého století a dochovaná barokní podoba je výsledkem úprav, které zahájil František Ferdinand z Říčan. Úpravy po roce 1716 už měly pouze přizpůsobit zámek potřebám úředníků panství.
Vstupní křídlo zámku je jednopatrové a navazují na něj zčásti patrová boční křídla. Ta se v zadní části snižují na úroveň přízemí a dvůr uzavírá taktéž přízemí severní křídlo. Patrové budovy mají valbové střechy, zatímco na přízemních křídlech jsou sedlové se zvalbenými nárožími. Zejména na jižním průčelí se dochovaly stopy renesančních omítek. Barokního původu jsou kamenné portálky, fragmenty otopného systému, kování dveří a další detaily v exteriéru i interiéru.
V interiéru se dochovaly renesanční valené klenby přízemních místností, zatímco plackové klenby pochází až z úprav na přelomu devatenáctého a dvacátého století.
K památkově chráněnému areálu patří kromě samotného zámku (čp. 18) také most, příkop a sýpka (čp. 22, 29 a 34) s příslušnými pozemky. Hospodářský dvůr je od zámku oddělen novodobou silnicí. Kromě historických architektonických prvků je hodnotná urbanistická poloha hmotově dochovaného hospodářského dvora s návazností na park nového zámku.